# Парфёнов, Валерий Евгеньевич
Валерий Евгеньевич Парфёнов (род. 1950) — советский и российский учёный-медик, нейрохирург, организатор здравоохранения и медицинской науки, доктор медицинских наук (1984), профессор (1985), академик ВМА имени С. М. Кирова (2008), генерал-майор медицинской службы. Директор Санкт-Петербургского НИИ скорой помощи имени И. И. Джанелидзе (с 2012). Лауреат Государственной премии Российской Федерации в области науки и техники (2003). Заслуженный врач Российской Федерации (2003).

## Биография
Родился 1 февраля 1950 года на Сахалине в семье лётчика-фронтовика. Два года спустя семья переехала в город Камень-на-Оби, где Валерий провёл детство и окончил среднюю школу.
С 1967 по 1970 годы учился в Алтайском медицинском институте, с 1970 по 1973 годы завершал обучение в Новосибирском медицинском институте, по окончании которого получил квалификацию врача. С 1973 по 1974 годы — врач-хирург Барнаульской больницы скорой помощи.
С 1974 по 1980 годы — младший военный врач учебного авиационного полка ВВС СССР, ординатор хирургического отделения 48-го военного лазарета и старший ординатор нейрохирургического отделения 333-го военно-окружного госпиталя Сибирского военного округа. В 1978 году прошёл обучение на курсах усовершенствования по нейрохирургии Военно-медицинской академии имени С. М. Кирова. С 1980 по 1983 годы — старший ординатор главного военного госпиталя ГСВГ.
С 1983 по 1987 годы обучался в адъюнктуре по кафедре нейрохирургии Военно-медицинской академии имени С. М. Кирова, ученик профессора Б. В. Гайдара. С 1987 по 1994 годы — преподаватель, старший преподаватель и доцент, с 1994 по 2000 годы — заместитель начальника кафедры нейрохирургии, с 2000 по 2007 годы начальник кафедры нейрохирургии Военно-медицинской академии имени С. М. Кирова, одновременно являясь главным нейрохирургом Министерства обороны Российской Федерации. С 2007 по 2012 годы — заместитель начальника ВМА имени С. М. Кирова по клинической работе.
С 2012 года назначен на должность директора Санкт-Петербургского НИИ скорой помощи имени И. И. Джанелидзе, одновременно являлся главным внештатным нейрохирургом Комитета по здравоохранению Правительства Санкт-Петербурга.
В 1988 году защитил диссертацию на соискание учёной степени кандидата медицинских наук на тему «Реактивность системы мозгового кровообращения и возможность ее коррекции при травме головного мозга», а в 1996 году — диссертацию на соискание учёной степени доктора медицинских наук на тему «Параметры доп-плерографии в нейрохирургии». В 1998 году было присвоено учёное звание профессора. В 2008 году избран академиком ВМА имени С. М. Кирова.
В 1994 году спас жизнь попавшей в аварию супруге будущего Президента России В. В. Путина — Л. А. Путиной, сделав ей хирургическую операцию.
Основная педагогическая и научно-методическая деятельность Парфёнова была связана с вопросами в области различных нейрохирургических патологий и церебральной гемодинамики у больных с черепно-мозговыми травмами и сосудистыми заболеваниями головного мозга. Является членом Учёного совета ВМА имени С. М. Кирова, членом Правления Ассоциации нейрохирургов Российской Федерации и Общества нейрохирургов города Санкт-Петербурга. Автор более 300 научных трудов и монографий, под его руководством было защищено около 20 кандидатских и докторских диссертаций.
9 августа 2003 года Указом Президента Российской Федерации «За цикл работ „Острые внутричерепные кровоизлияния: изучение патогенеза, разработка и внедрение новых технологий в диагностику и хирургическое лечение“» был удостоен Государственной премии Российской Федерации в области науки и техники.
В 2007 году Постановлением Правительства Российской Федерации «За цикл работ в области изучения патогенеза, разработки методов лечения внутричерепных кровоизлияний, внедрение в практику реконструктивной и минимально инвазивной хирургии посттравматической патологии черепа и головного мозга в условиях мирного времени и военных конфликтов» был удостоен Премии Правительства Российской Федерации в области науки и техники.

## Награды и премии
- Орден «За заслуги перед Отечеством» IV степени (2009[8])

### Премии
- Государственная премия Российской Федерации в области науки и техники (2003[7])
- Премия Правительства Российской Федерации в области науки и техники (2007)
- Премия РАМН имени Н. И. Пирогова

### Звания
- Заслуженный врач Российской Федерации (2003)